# Dermatologie

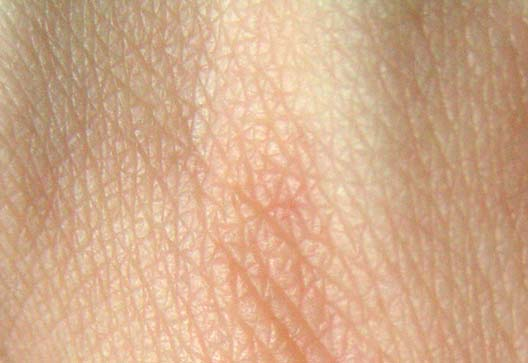
Textur gesunder menschlicher Haut

Die Dermatologie (von altgriechisch δέρμα dérma, deutsch ‚Haut‘, und „-logie“, von λόγος) ist ein Teilgebiet der Medizin, das sich mit dem Aufbau und den Funktionen der Haut sowie der Diagnostik und Behandlung von Erkrankungen der Haut befasst. Ein Mediziner, der sich mit Hauterkrankungen befasst, ist ein Dermatologe.

## Geschichte

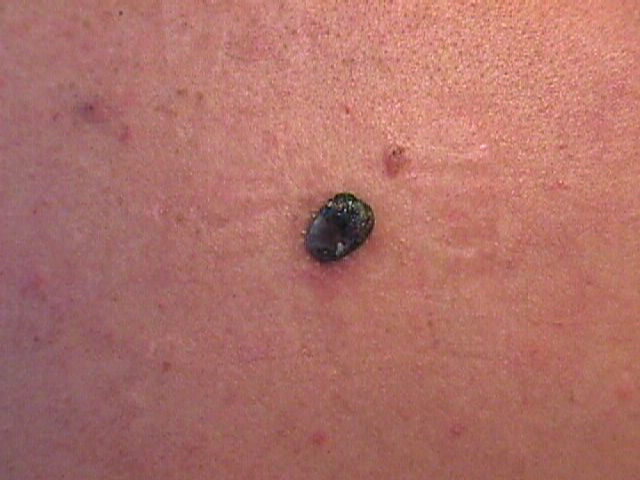
Melanom

Dermatologische Kenntnisse sind bei den Sumerern 2000 v. Chr. vorhanden gewesen. Schriftliche Zeugnisse der antiken Hautheilkunde liefern Texte der Babylonier, Assyrer, Ägypter sowie in ihren Übersetzungen nicht immer verlässliche biblische Texte. Im 14. Jahrhundert befasste sich der byzantinischen Mediziner Johannes Aktuarios mit dermatologischen Themen.
Fortschritte bei Erforschung der Hautkrankheiten im 19. Jahrhundert beruhen insbesondere auf der als Zellularpathologie bezeichneten Lehre Rudolf Virchows.
Spezialgebiete der modernen Dermatologie, die 1777 erstmals im Werk De morbis cutaneis des Pariser Arztes Anne Charles Lorry (1726–1783) umfangreich und präzise dargestellt wurde und als deren Begründer der Engländer Robert Willan (1757–1812) und der Österreicher Joseph Jakob Plenck (1735–1807) gelten, umfassen unter anderem Hauttumore (Dermatoonkologie), insbesondere das maligne Melanom, Basalzellkarzinom sowie das Spinozelluläre Karzinom, Erkrankungen der Übergangsschleimhäute und Hautanhangsgebilde (z. B. Trichologie), die Dermatoallergologie, die Dermatochirurgie, Andrologie, physikalische Therapien wie Ultraviolett-Bestrahlung z. B. PUVA, Photodynamische Therapie und Lasertherapie, die Dermatohistologie, die Phlebologie, Venerologie, Proktologie, Psychosomatische Dermatologie und die kosmetische Dermatotherapie.
Durch Ferdinand Hebra wurde 1845 die pathologisch-anatomische Erfassung der Dermatologie begründet.
Das erste amerikanische Lehrbuch der Dermatologie (Practical treatise on diseases of the skin) verfasste Louis Adolphe Duhring aus Philadelphia 1877.
Mit der Venerologie, mit deren Geschichte sich zum Beispiel Ende des 19. Jahrhunderts der Wiener Chirurg Johann Karl Proksch beschäftigte, deckt die Dermatologie bzw. Dermatovenerologie auch die sexuell übertragbaren Krankheiten ab inklusive der eigentlichen Geschlechtskrankheiten (Venerea) und befasst sich somit mit Haut- und Geschlechtskrankheiten. Im Jahr 1899 fand in Brüssel der erste Internationale Kongress zur Bekämpfung der Geschlechtskrankheiten statt.
Am Ende des 19. Jahrhunderts wurde die dermatologische Therapie durch die Lichtbehandlung (etwa durch Joakim Nikolai Lindholm (1832–1907), Johan Christoffer Svendsen (1865–1899) und Niels Ryberg Finsen) grundlegend erweitert. Auch Röntgenstrahlen kamen zur Anwendung, erstmals durch Leopold Freund, des Weiteren durch Tage Sjögren (1859–1939) und Thor Steinbeck (1864–1914).

## Weiterbildungscurriculum
Die Weiterbildung zum Facharzt dauert 60 Monate. Das Weiterbildungscurriculum zum Facharzt für Haut- und Geschlechtskrankheiten umfasst nachfolgende Teilgebiete:

### Allgemeine Dermatologie, operative Chirurgie, Dermato-Onkologie
Stationäre Behandlung von Patienten auf dem Gebiet der allgemeinen Dermatologie, der operativen Chirurgie sowie der Dermato-Onkologie:
- Bösartige Melanome der Haut
  - Mikrographisch, histologisch kontrollierte Exzision und plastische Defektrekonstruktion
  - Sentinel-Lymphknotenbiopsie mit Farbstoff- und Radionuklidmarkierung
  - Lymphknotensonographie
  - Chemo- und Immuntherapie
- Nicht-Melanozytäre bösartige Hauttumoren
  - Mikrographisch, histologisch kontrollierte Exzision und plastische Defektrekonstruktion
- Operative Dermatologie
  - Chirurgie gutartiger und bösartiger Hauttumoren
  - Oberflächenchirurgie (Dermabrasion, Shaving, Laser)
  - Feigwarzen (Condylomata acuminata)
  - Plastische und korrektive Chirurgie (z. B. Axillenabsaugung, Liposuktion)
  - Ulcuschirurgie
- Dermatologische Phlebologie
  - Stripping und Crossektomie der V. saphena magna, parva
  - Endoluminale Varizenchirurgie mit Radiofrequenz
  - Seitenastexhairesen
  - Perforanschirurgie
  - Spalthauttransplantation bei Ulcus cruris

### Allgemeine Dermatologie, Allergologie, Autoimmundermatosen
Stationäre Behandlung von Patienten aus allen Gebieten der allgemeinen Dermatologie, Allergologie sowie Autoimmundermatosen.
- Schwere allergische und pseudoallergische Reaktionen der Haut und Schleimhaut
  - Arzneimittelallergie
  - Nahrungsmittelallergie
  - Allergische und toxische Kontaktekzeme
  - Akute und chronische Urtikaria
  - Quincke-Ödem, Angioödem
- Spezifische Immuntherapie unter Herz-, Kreislaufüberwachung
  - Ultra-Rush-Hyposensibilisierung bei Hymenopterenallergie
- Diagnostische Provokationstestung unter Herz-, Kreislaufüberwachung
  - Unverträglichkeit gegen Medikamente
  - Unverträglichkeit gegen Nahrungsmittel
  - Unverträglichkeit gegen Nahrungsmittelzusatzstoffe
  - Unverträglichkeit gegen sonstige Agenzien
- Blasenbildende Hautkrankheiten/Autoimmunerkrankungen
- Progressiv-systemische Sklerodermie
  - Kutaner/Systemischer Lupus erythematodes, Dermatomyositis
  - Pemphigus-, Pemphigoidkrankheiten
  - Vasculitiden
- Schwerpunkte der allgemeinen Dermatologie:
  - Psoriasis
  - Atopische Dermatitis
  - Infektionserkrankungen, wie Herpes Zoster, Erysipel, Phlegmone
  - Chronische Ulzerationen der Haut, u. a. bei venöser Insuffizienz
  - Graft-versus-Host-Reaktion

## Untersuchungsverfahren
Zur optischen Untersuchung wird gelegentlich die Diaskopie mit Glasspatel zur Beurteilung extravasaler Infiltrate bei Entzündungen verwendet. Ein anderes optisches Verfahren, das häufig u. a. für Hautkrebsvorsorgeuntersuchungen eingesetzt wird, ist die Dermatoskopie bzw. Auflichtmikroskopie zur detaillierteren Untersuchung insbesondere oberflächlicher Neubildungen der Haut. Ein einfacher klinischer Test bei Verdacht auf Mastozytose, Urticaria factitia und Atopie ist die Prüfung des Dermographismus. Infolge etablierter serologischer Verfahren sind die Prüfung des Nikolski-Phänomens und der Tzanck-Test nur noch selten eingesetzte klinische Untersuchungsverfahren.

## Anzahl der Hautärzte
Im Jahre 2010 gab es nach Angaben der Bundesärztekammer 5.314 Fachärzte für Haut- und Geschlechtskrankheiten in Deutschland.
| Facharztbezeichnung              | Ende 2007 | Ende 2008 | Ende 2010 | Veränderung 2007→2010 |
| -------------------------------- | --------- | --------- | --------- | --------------------- |
| Haut- und Geschlechtskrankheiten | 5.114     | 5.180     | 5.314     | + 3,9 %               |

## Berufsvertretung
Die Deutsche Dermatologische Gesellschaft e. V. (DDG) ist eine wissenschaftliche Fachgesellschaft für Dermatologie in Deutschland. Sie ist Mitglied der Arbeitsgemeinschaft der Wissenschaftlichen Medizinischen Fachgesellschaften (AWMF). Die 1998 gegründete Deutsche Dermatologische Akademie (DDA) ermöglicht und überwacht die qualitätsgesicherte und effektive wissenschaftliche Weiterbildung der Hautärzte. Der Berufsverband der Deutschen Dermatologen e. V. (BVDD) ist der Zusammenschluss der deutschen niedergelassenen Hautärzte zur Vertretung ihrer wirtschaftlichen und sozialpolitischen Interessen. Mit seiner „AG JuDerm“ – Junge Dermatologen hat der BVDD Anfang 2013 eine eigene Interessenvertretung der Studenten und Weiterbildungsassistenten zur Nachwuchsförderung und Unterstützung der niedergelassenen Dermatologen ins Leben gerufen.